# Polyardis pontignanorum
Polyardis pontignanorum är en tvåvingeart som beskrevs av Boris Mamaev och Zaitzev 1998. Polyardis pontignanorum ingår i släktet Polyardis och familjen gallmyggor.
Artens utbredningsområde är Italien. Inga underarter finns listade i Catalogue of Life.